# 함상훈
함상훈(咸尙勳, 1903년 10월 25일 ~ 1977년 1월 2일)은 일제강점기의 언론인, 작가이며 대한민국의 정치인이다.

## 생애
황해도 송화군 출신으로 와세다 대학 정경학부를 나온 그는 언론인으로 활동했다. 일제 강점기 동안 동아일보 정치부 논설기자와 조선일보 편집국장을 역임하였다.
일제 강점기 말기에는 조선일보사가 개편되어 펴낸 잡지인 《조광》의 대표 필진으로서 친일 논설을 발표한 일이 있다. 한편, 배영동지회, 임전대책협의회, 조선임전보국단, 조선언론보국회 등 여러 단체에서 활동했다.
태평양 전쟁 종전 후 미군정 하에서 조직된 자문 기관인 남조선대한국민대표민주의원에서 공보부장을 지냈으며, 한국민주당 선전부장과 조사부장을 역임하는 등 우익 계열로 정계에 뛰어들었다.
1946년 6월 15일 오후 5시 40분 서울역에 마중나가 서울역에 도착한 삼의사 유골을 영접하였다. 이어 태고사(太古寺)에 마련된 빈소에 참석하였다. 1947년 서울 종로구 가회동 동회장에 당선됐다.
황해도 출신인 함상훈의 정치적 배경은 서북청년단이었고, 1949년에 열린 대한민국 제헌국회 총선 제주도 재선거에 출마했을 때 서북청년단의 도움을 받기도 했다. 대한문필가협회 부회장과 민주국민당 선전부장을 역임했다.
1954년에는 당시 국회의장이던 거물급 야당 정치인 신익희가 한국 전쟁 때 조선민주주의인민공화국으로 간 조소앙과 1년 전 인도의 뉴델리에서 밀담을 갖고 한반도 중립화를 모의했다는 폭탄 선언으로 물의를 빚기도 했다. 이 사건은 신익희를 음해하기 위한 정치공작 사건으로 판단되나, 이후 함상훈이 입을 다물어 정확한 진상은 알려지지 않았다. 함상훈은 이 사건으로 민주국민당에서 제명 당했다.
2008년 발표된 민족문제연구소의 친일인명사전 수록예정자 명단 중 언론/출판 부문에 선정되었으며 친일반민족행위진상규명위원회가 발표한 친일반민족행위 705인 명단에도 포함되었다.

## 역대 선거 결과
| 실시년도 | 선거   | 대수 | 직책     | 선거구           | 정당               | 득표수  | 득표율          | 순위 | 당락 | 비고 |
| -------- | ------ | ---- | -------- | ---------------- | ------------------ | ------- | --------------- | ---- | ---- | ---- |
| 1949년   | 총선   | 1대  | 국회의원 | 제주 북제주군 갑 | 대한독립촉성국민회 | 8,790표 | \| \| 25.20% \| | 2위  | 낙선 |      |
|          | 25.20% |      |          |                  |                    |         |                 |      |      |      |

## 같이 보기
- 조광
- 조선임전보국단

## 참고 자료
- 함상훈(咸尙勳) - 국사편찬위원회